# バグルート
バグルート（ヘブライ語:תעודת בגרות)とは、イスラエルにおける中等教育修了資格ないし高等教育進学資格である。ドイツのアビトゥーア、フランスのバカロレアなどと同じ部類のものである。
イスラエルでは日本と同じく10年目～12年目を高等学校で学ぶ。そして、最後に試験を受けバグルートを手に入れると言うシステムになっている。
バグルートを得るための必修科目は
- タナハ、またはキリスト教もしくはイスラム教の経典
- ヘブライ語またはアラビア語の文法
- 英語（ライティングとオーラルコミュニケーション）
- 数学
- 市民とマイノリティー、ユダヤ人の歴史、世界史
- ヘブライ、アラブ、世界の文学
- 1つ以上の任意の科目（地理、物理、化学、生物、コンピューター科学、アラビア語、フランス語など）
- 体育